# Folle viaggio nella notte
Folle viaggio nella notte è un romanzo fantasy dello scrittore tedesco Walter Moers.

## Trama
"Attenzione: di seguito viene svelata la trama del libro, incluso il finale"
La storia inizia su un veliero che poco tempo dopo sarà in balia di una tempesta. Il protagonista, il dodicenne Gustave, incontra la Morte e sua sorella Dementia (la follia) che, com'è usanza, devono l'anima di Gustave e altre persone ai dadi. Però, Dementia, per fare un dispetto alla sorella, rivela a Gustave l'alternativa che evita la morte, e cioè i compiti. Questi compiti, come dice la stessa Morte, non sono mai stati portati a termine perché nessuno aveva mai chiesto della loro esistenza. Quindi, La Morte affida a Gustave sei compiti:
1. Liberare una fanciulla dalle grinfie di un drago
2. Attraversare una foresta piena di spiriti maligni comportandosi nel modo più appariscente possibile
3. Indovinare i nomi di sei giganti
4. Portare alla Morte un dente del più spaventoso di tutti i mostri
5. Incontrare sé stesso
6. Andare sulla Luna, nella dimora della Morte e di sua sorella Dementia, per ottenere l'ultimo compito, che sarà fare un ritratto della Morte.

Purtroppo Gustave muore poco prima di terminare tutti i compiti, ma infine si risveglia, capendo che il suo sogno era stato originato da i compiti scolastici non ancora fatti e un disegno che aveva fatto prima di addormentarsi: un veliero in mezzo al mare in tempesta.

## Illustrazioni
Il libro contiene illustrazioni (xilografie) del Doré. Moers ha adattato la vicenda ad esse. Qui ne sono riportate alcune

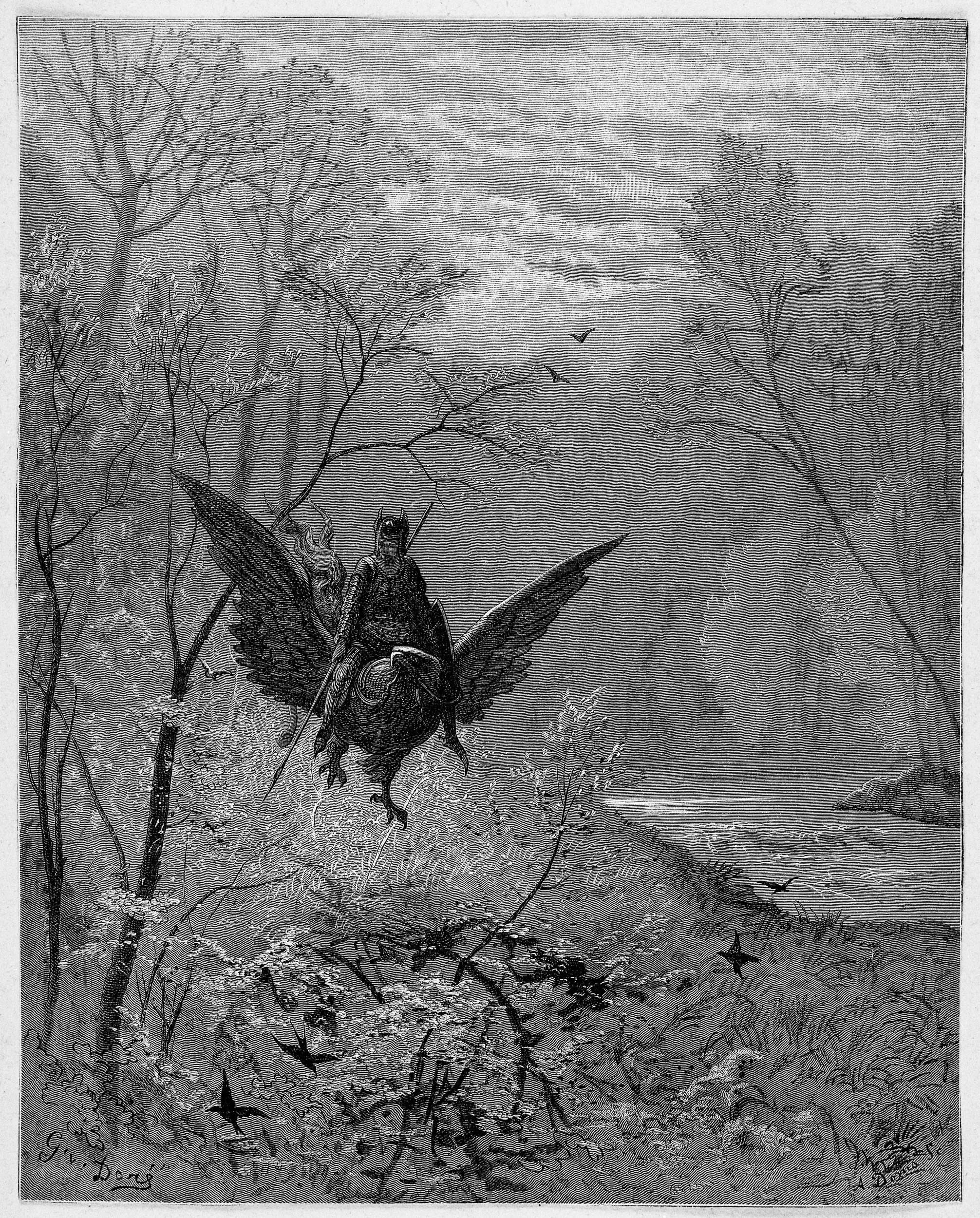
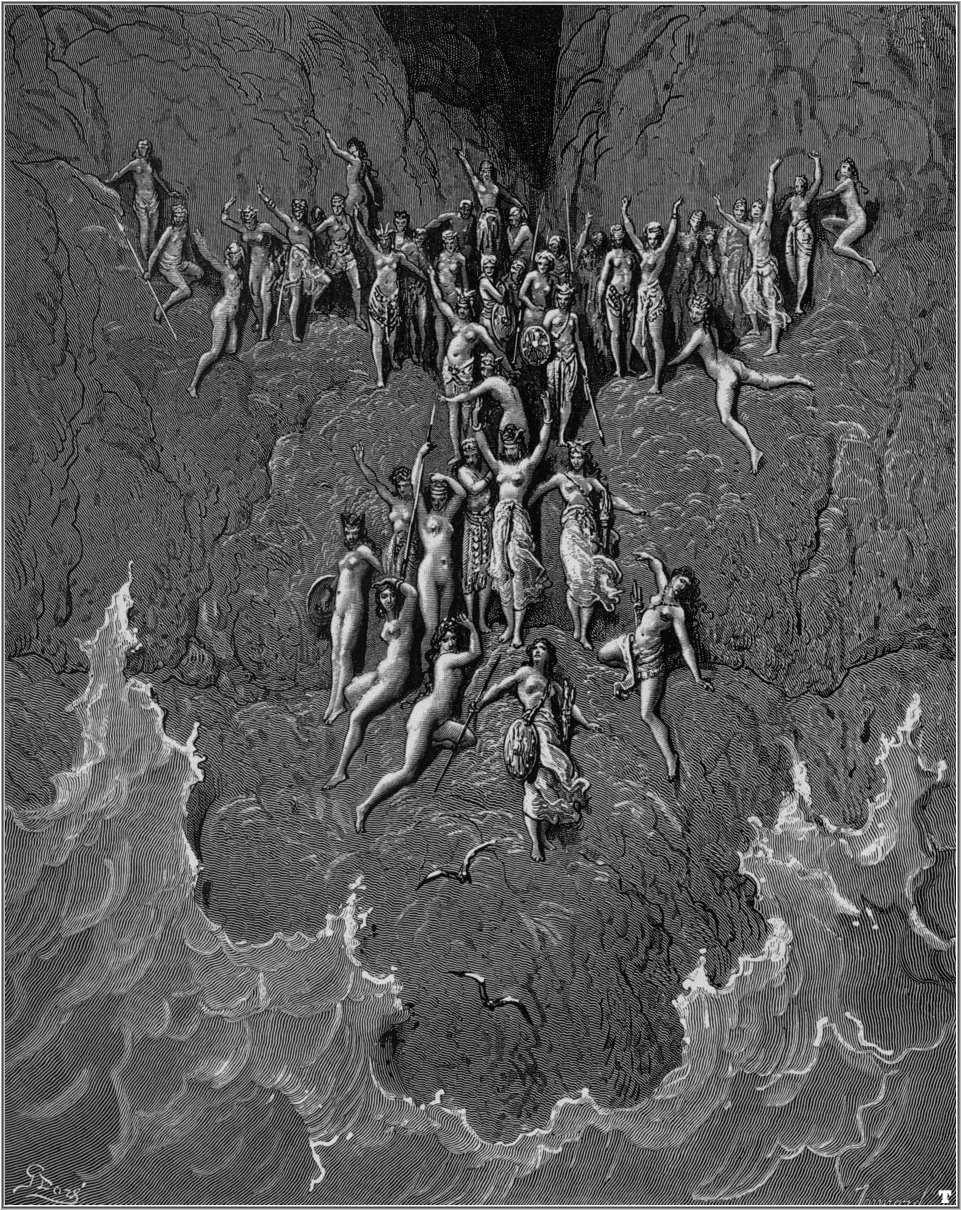
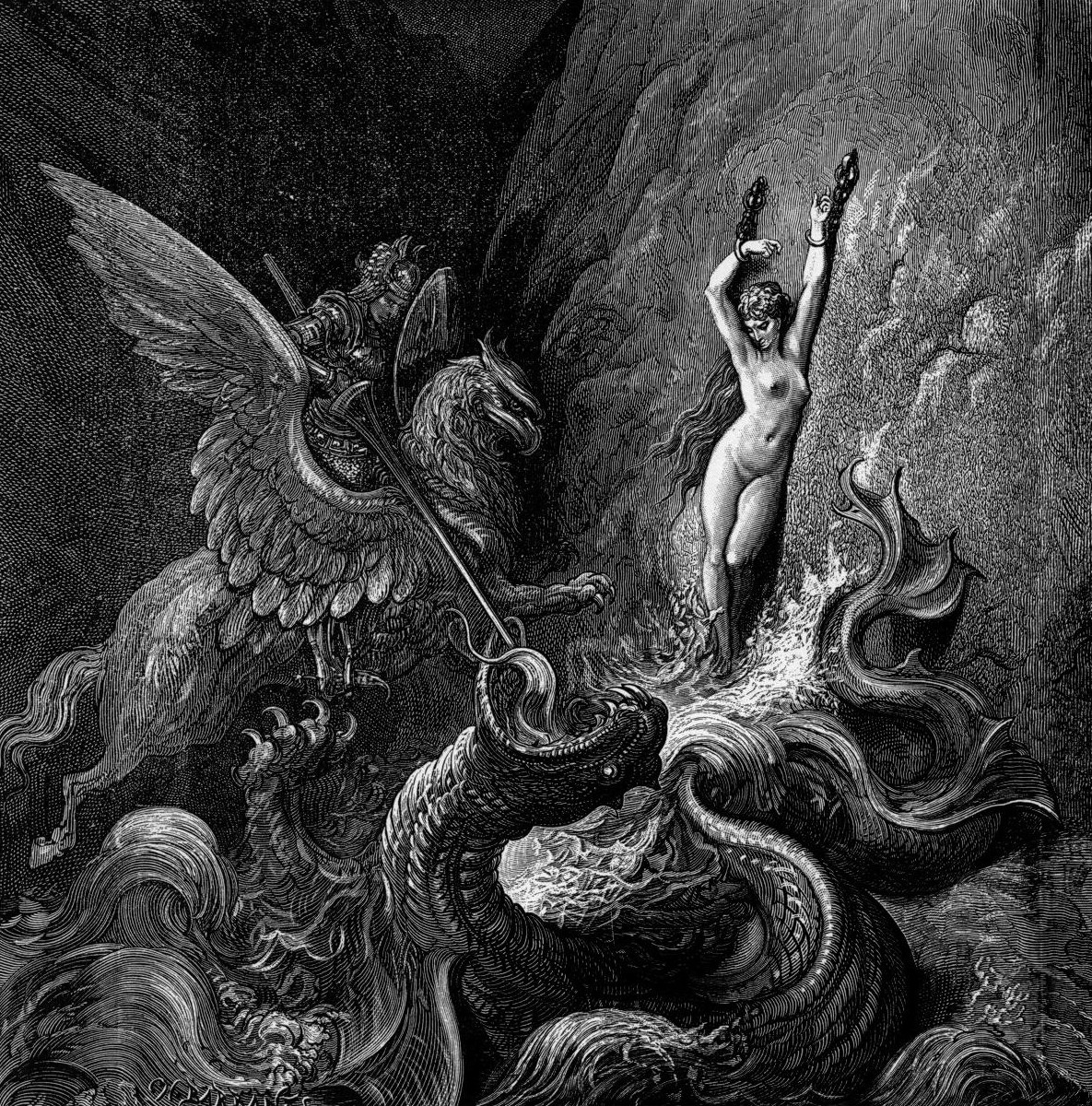
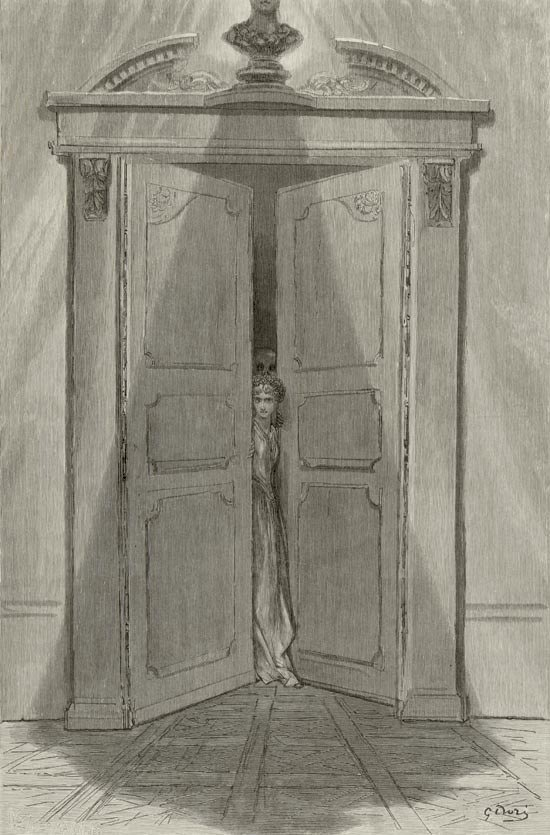
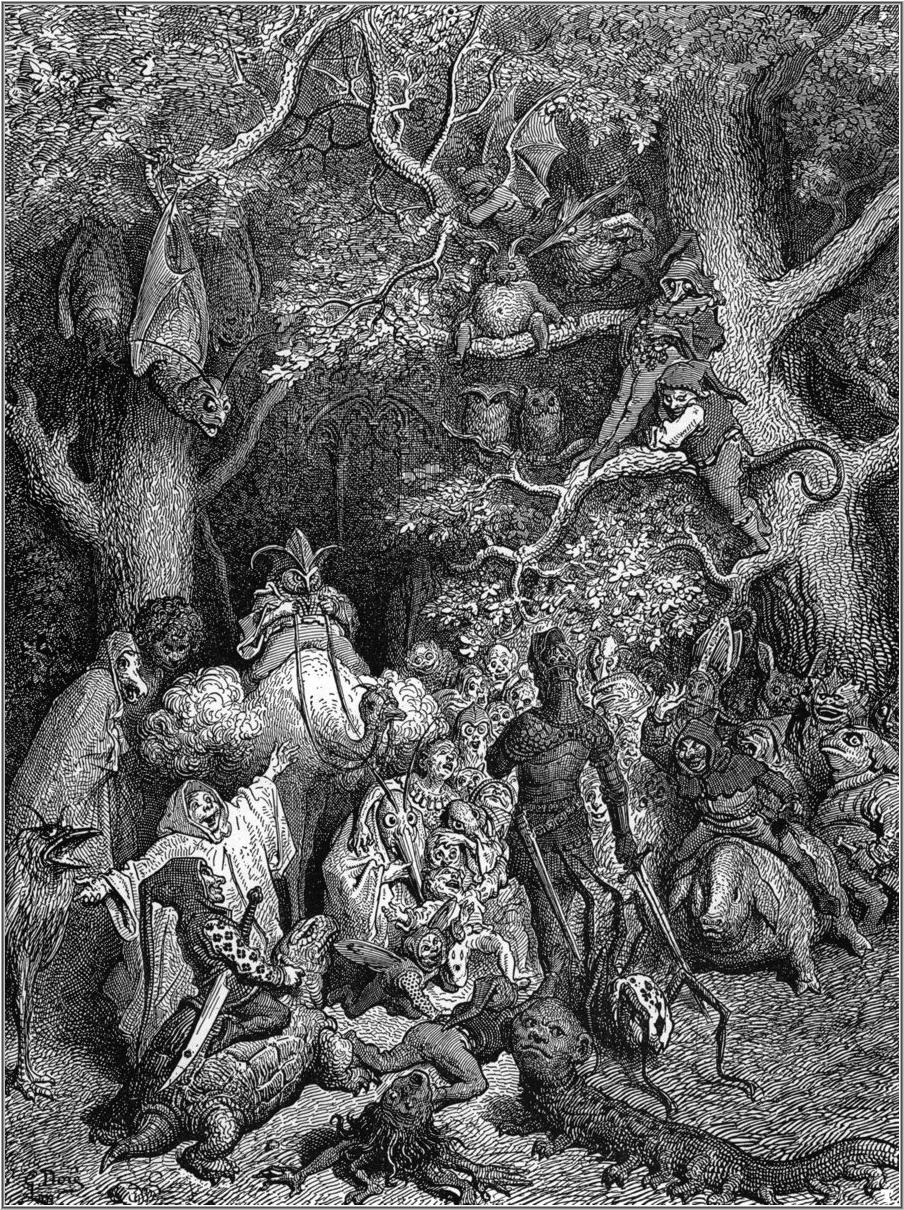
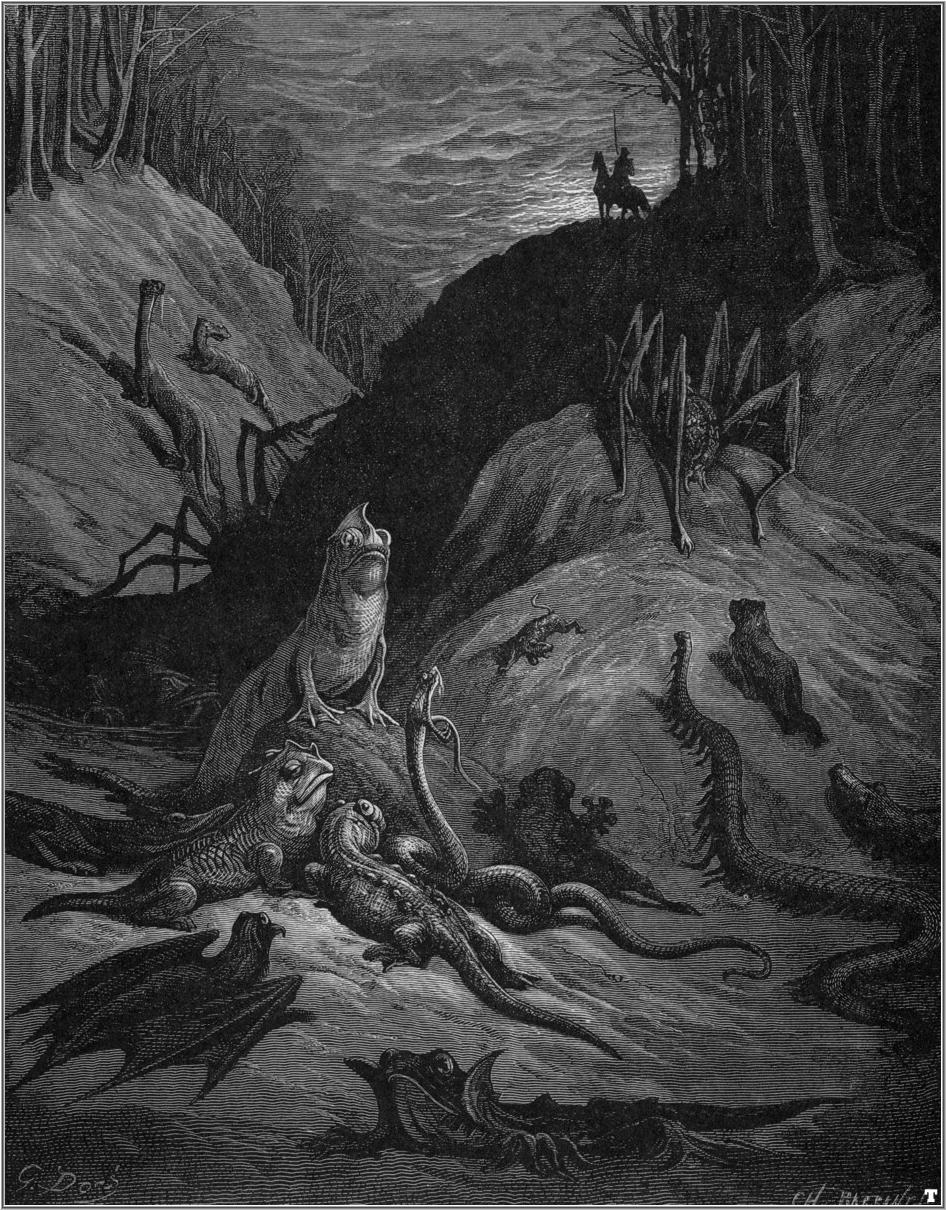
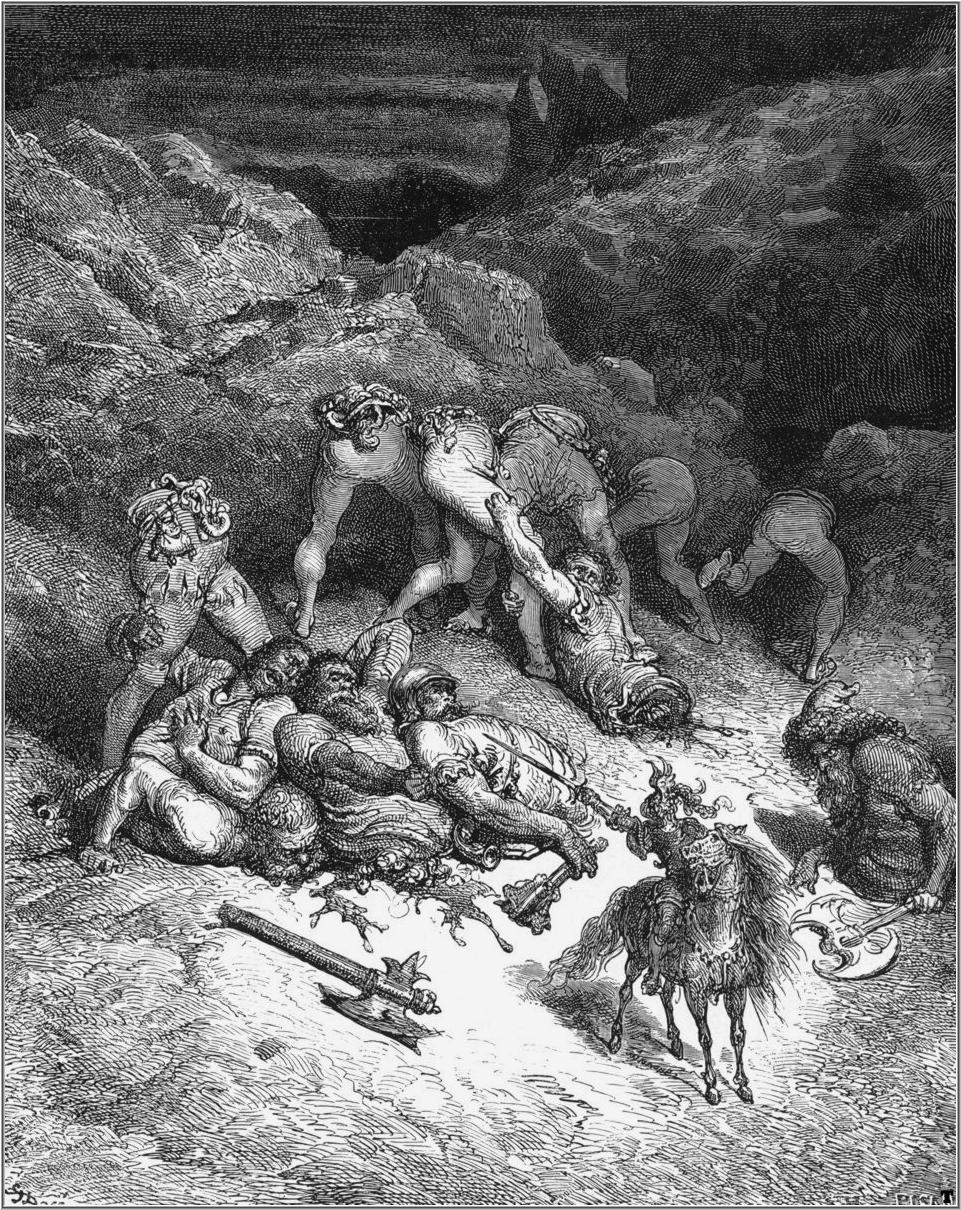
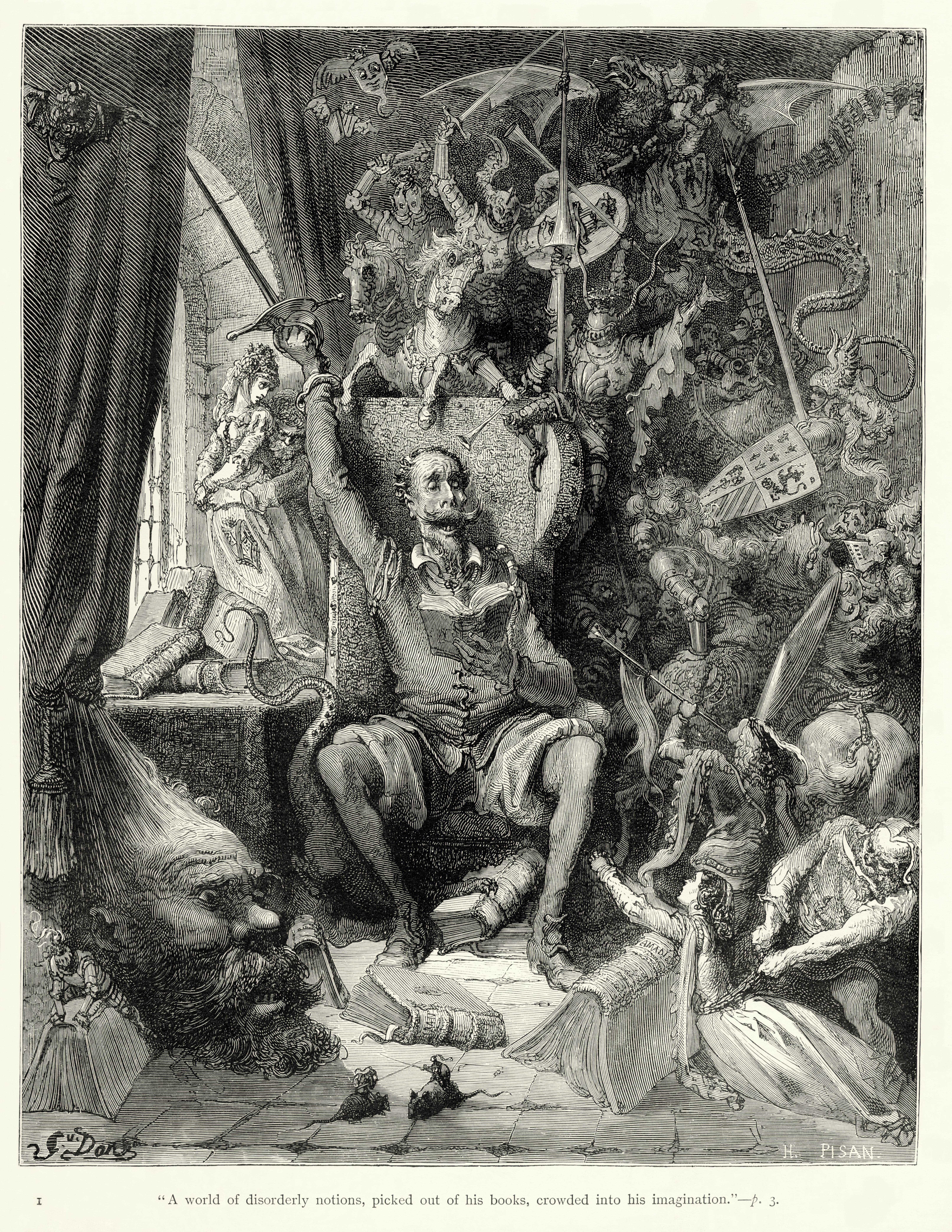
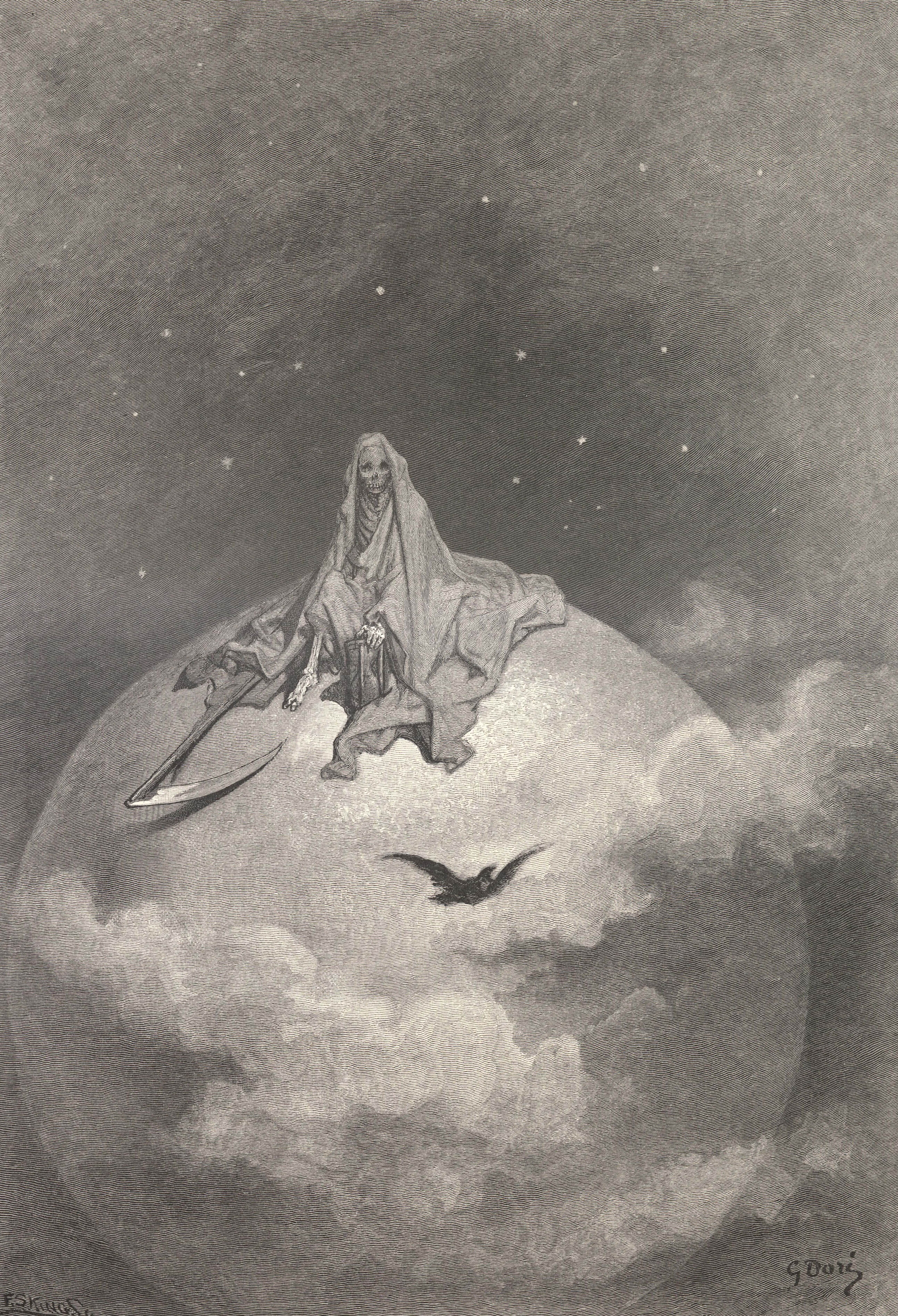
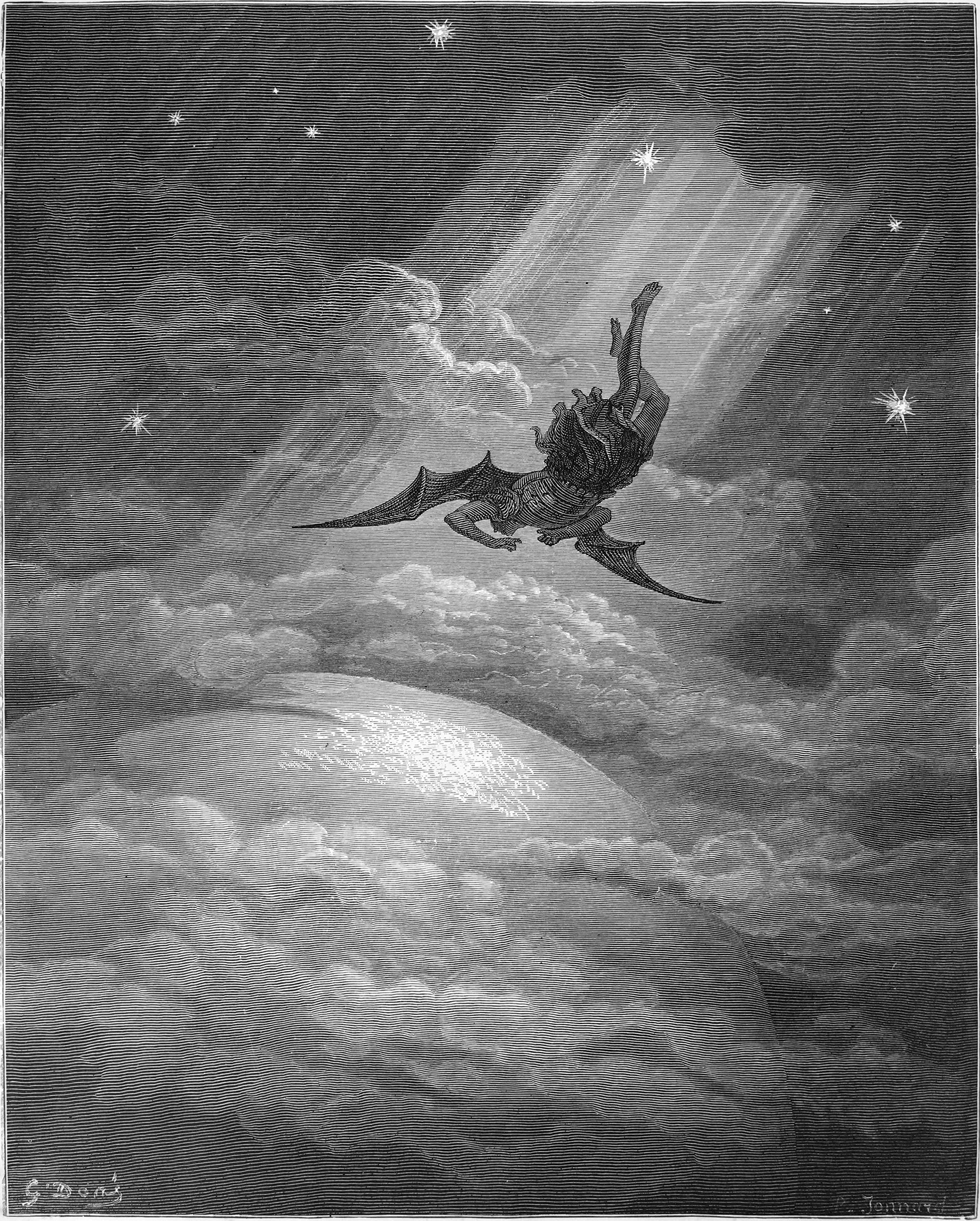
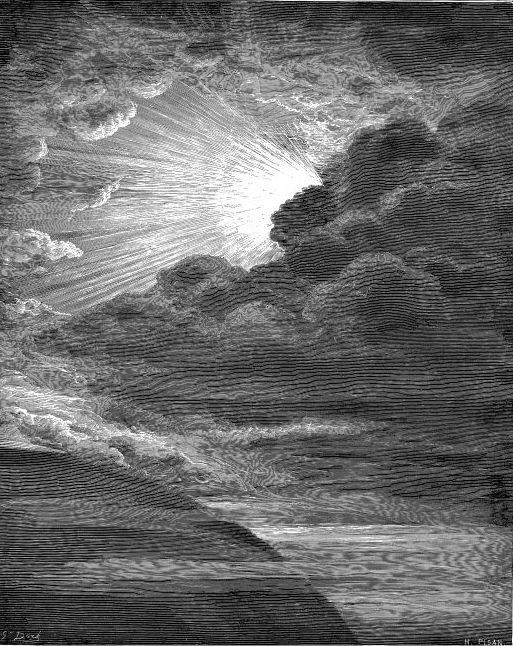